# Werneria aretioides
Werneria aretioides là một loài thực vật có hoa trong họ Cúc. Loài này được Wedd. miêu tả khoa học đầu tiên.